# El adiós...del inmortal (álbum)
El adiós...del inmortal es el vigésimo cuarto y último álbum discográfico del cantante venezolano Felipe Pirela, el cual fue presentado al público después de su asesinato ocurrido el día 2 de julio de 1972 en San Juan de Puerto Rico.

## Historia[1][2]
El día 15 de junio de 1972 Felipe Pirela acudió al estudio de grabación neoyorkino "Good Vibrations Studio" a grabar la pista vocal de los 10 temas que formaron parte de su última producción discográfica. 
A diferencia de los álbumes previos que había grabado con orquestas grandes de metales o de cuerdas, se decidió acompañar al cantante con una orquesta pequeña o combo, que era un tipo de acompañamiento habitual al surgir el género de la salsa. Los músicos provenían, en su mayoría, de la orquesta "Los Cachimbos" que acompañaba habitualmente al intérprete de dicho género musical, el puertorriqueño Ismael Rivera. La modernización del estilo de Felipe Pirela, para esta producción, fue completada con la mejor tecnología de audio de ese tiempo y la participación del ejecutante de la guitarra eléctrica, el estadounidense Vincent Gambella, conocido como Vinnie Bell, quien se había destacado dos años antes por la grabación de su disco con la banda sonora de la película Aeropuerto. 
Además de elegir los temas del disco, Roberto Pagé, productor del álbum aceptó la sugerencia del cantante de incluir el tema "Mi complejo" del trompetista y director de orquesta español Juan "Juanito" Arteta con el cual Felipe Pirela ganó un concurso de la ya desaparecida televisora zuliana "Ondas del Lago TV" en 1958.
Al finalizar la tarde, el cantante terminó de añadir su voz a los temas y escuchó el resultado de la grabación en el estudio quedando satisfecho con el resultado y así lo expresó al regresar a San Juan de Puerto Rico, donde residía, alabando el trabajo de la empresa Velvet al seleccionar a los acompañantes.
Durante el trabajo de mezcla y edición de la cinta maestra, llegó al equipo de producción la noticia del asesinato del cantante, por lo que el título tentativo del álbum que sería "Como tú...una flor" fue sustituido por el actual. La promoción del álbum, debido a este incidente, no fue realizada y el álbum fue presentado posteriormente. El disco fue reeditado en otras oportunidades hasta que fue digitalizado por Velvet de Venezuela y la empresa puertorriqueña Disco Hit después de la aparición del formato de CD. Algunos de los temas, aparecieron posteriormente, en distintas recopilaciones sobre el trabajo de Felipe Pirela.

## Detalle de las pistas
| Lado A |                            |        |                          |          |  |
| N.º    | Título                     | Letras | Escritor(es)             | Duración |  |
| 1.     | «Como tú...una flor»       |        | Víctor Víctor            | 3:33     |  |
| 2.     | «Sombra que besa»          |        | Isolina Carrillo Díaz    | 3:18     |  |
| 3.     | «El camino de los amantes» |        | Jorge Millet             | 4:14     |  |
| 4.     | «Delirio»                  |        | César Portillo de la Luz | 3:52     |  |
| 5.     | «Así es mi alma»           |        | Rudy Calzado             | 3:20     |  |

| Lado B |                                            |                                               |                          |          |  |
| N.º    | Título                                     | Letras                                        | Escritor(es)             | Duración |  |
| 1.     | «¿Qué tu me das?»                          |                                               | Miguel Ángel Amadeo      | 3:29     |  |
| 2.     | «Me dueles»                                |                                               | Ernesto Duarte Brito     | 4:13     |  |
| 3.     | «Es mi suplicio»                           |                                               | Javier Vázquez           | 3:36     |  |
| 4.     | «Mi complejo»                              |                                               | Juan "Juanito" Arteta    | 3:28     |  |
| 5.     | «Pasión de un hombre (Paixão de um homem)» | Versión en español: Romualdo Enrique Reggiani | Eurípedes Waldik Soriano | 3:22     |  |

## Créditos
- Felipe Pirela: Voz Solista.
- Alfredo "Chocolate" Armenteros: Trompeta.
- Vinnie Bell (reseñado como Vicent "Benny" Bell): Guitarra eléctrica.
- John Fausty: Ingeniero de grabación y mezcla.
- Dagoberto Fernandez (reseñado como Drago):[7] Diseño del álbum y notas de presentación.
- Jorge Millet: Arreglos (Pistas A-3, B-4 y B-5).
- Roberto Pagé: Producción.
- Leopoldo Palmasol: Trombón.
- Johnny Rodríguez: Bongó.
- José Rodríguez: Trombón.
- Manuel Santos: Trompeta.
- Ray Santos: Arreglos (Pistas A-2, A-4 y B-3).
- Alberto Valdos: Conga.
- Elpidio Vázquez: Bajo.
- Javier Vázquez: Piano y Arreglos (Pistas A-1, A-5, B-1 y B-3).
- Orestes Vilato: Timbales.
- Grabado en "Good Vibrations Studio", en Nueva York, Estados Unidos.